# 1166年
| 千纪： | 2千纪 |
| 世纪： | 11世纪 \| 12世纪 \| 13世纪                                                                                                   |
| 年代： | 1130年代 \| 1140年代 \| 1150年代 \| 1160年代 \| 1170年代 \| 1180年代 \| 1190年代                                             |
| 年份： | 1161年 \| 1162年 \| 1163年 \| 1164年 \| 1165年 \| 1166年 \| 1167年 \| 1168年 \| 1169年 \| 1170年 \| 1171年                   |
| 纪年： | 丙戌年（狗年）；西夏天盛十八年；金大定六年；西辽崇福三年；南宋道二年；大理建德三年；越南政隆寳應四年；日本永萬二年，仁安元年 |

## 大事记
- 日本平清盛晉升為內大臣。
- 南宋，1166年温州水灾。

## 出生
- 12月24日——約翰，英格蘭國王。（1216年逝世，50岁）